# Eleochóri (Arcadie)
Pour les articles homonymes, voir Eleochóri.
Eleochóri (grec moderne : Ελαιοχώρι) est une localité située dans le dème de Tripoli, dans le district régional d'Arcadie, dans la périphérie du Péloponnèse, en Grèce.
Selon le recensement de 2021, elle compte 309 habitants.